# 20616 Zeeshansayed
20616 Zeeshansayed este un asteroid din centura principală de asteroizi.

## Descriere
20616 Zeeshansayed este un asteroid din centura principală de asteroizi. A fost descoperit pe 30 septembrie 1999 la Socorro, New Mexico, în cadrul proiectului LINEAR. Asteroidul prezintă o orbită caracterizată de o semiaxă mare de 2,23 ua, o excentricitate de 0,09 și o înclinație de 8,2° în raport cu ecliptica.